# Bakoaella
Bakoaella, biljni rod iz porodice kozlačevki dio tribusa Schismatoglottideae, potporodica Aroideae.
Postoje dvije priznate vrste, trajnice, ili rizomatozni geofiti, sve su endemi s Bornea.

## Vrste
1. Bakoaella nakamotoi (S.Y.Wong) S.W.Wong & P.C.Boyce
2. Bakoaella sicula (S.Y.Wong) S.Y.Wong & P.C.Boyce

## Vanjske poveznice
|  | Wikivrste imaju podatke o taksonu Bakoaella |